# Comté d'Izard
Le comté d’Izard est un comté de l’État de l’Arkansas, aux États-Unis. Son siège est Melbourne. C'est un dry county.

## Démographie
Au recensement de 2010, il comptait 13 696 habitants. 
| 1830  | 1840  | 1850  | 1860  | 1870  | 1880   | 1890   | 1900   |
| ----- | ----- | ----- | ----- | ----- | ------ | ------ | ------ |
| 1 266 | 2 240 | 3 213 | 7 215 | 6 806 | 10 857 | 13 038 | 13 506 |

| 1910   | 1920   | 1930   | 1940   | 1950  | 1960  | 1970  | 1980   |
| ------ | ------ | ------ | ------ | ----- | ----- | ----- | ------ |
| 14 561 | 13 871 | 12 872 | 12 834 | 9 953 | 6 766 | 7 381 | 10 768 |

| 1990   | 2000   | 2010   | - | - | - | - | - |
| ------ | ------ | ------ | - | - | - | - | - |
| 11 364 | 13 249 | 13 696 | - | - | - | - | - |